# 갈리시아 축구 국가대표팀
갈리시아 축구 국가대표팀은 스페인에 속해있는 갈리시아 지방을 대표하는 축구팀이다. 이 팀은 FIFA 및 유럽 축구 연맹 회원국이 아니기 때문에, FIFA 및 유럽 축구 연맹이 주관하는 대회에는 참가하지 않는다.

## 역대 감독
| 감독          | 임기   |
| ------------- | ------ |
| 프란 곤살레스 | 2016 ~ |